# Naomi Scott
Naomi Grace Scott (sinh ngày 6 tháng 5 năm 1993) là một nữ diễn viên kiêm ca sĩ người Anh. Cô đóng vai Kimberly Hart, Pink Ranger, trong bộ phim Power Rangers 2017, vai Maddy Shannon trong loạt phim khoa học viễn tưởng Terra Nova, và đóng vai chính Mohini "Mo" Banjaree trong bộ phim gốc Lemonade Mouth của Disney Channel, công chúa Jasmine trong Aladdin (2019) và Megan trong phim truyền hình Life Bites. Năm 2015 Scott được vinh danh là "Ngôi sao quốc tế của Ngày mai" (Screen International).
Cô dần được toàn thế giới biết đến khi đóng vai công chúa Jasmine trong bản dựng lại live action 2019 của Aladdin. Vào tháng 7 năm 2018, Sony Pictures Entertainment đã xác nhận rằng Scott sẽ đóng vai một trong ba nhân vật chính 'Thiên thần' trong bộ phim khởi động lại dự đoán mới 2018 của Elizabeth Banks của Charlie Angels, cùng với Kristen Stewart và Ella Balinska.

## Đời sống
Scott được sinh ra ở Hounslow, London. Mẹ của cô, Usha, sinh ra ở Uganda, người gốc Ấn Độ Gujarati và di cư sang Anh từ nhỏ. Cha của Naomi, Christopher, là người Anh. Scott cũng có một anh trai, Joshua. Cả cha mẹ cô đều là mục sư tại Nhà thờ Bridge, Woodford ở Redbridge, Đông Bắc London. Scott đã tham gia vào công việc truyền giáo và tiếp cận với cộng đồng. Cô theo học trường Davenant Foundation ở Loughton, Essex.

## Nghề nghiệp
Scott bắt đầu sự nghiệp ca hát của mình với ban nhạc trẻ ở Bridge Church. Cô theo học trường Davenant Foundation và thường xuyên biểu diễn trong các vở nhạc kịch và sản xuất phim truyền hình. Sau đó cô được phát hiện bởi ca sĩ nhạc pop người Anh Kéllé Bryan từ nhóm nhạc nữ Eternal, người đã ký hợp đồng với cô như một khách hàng. Cô đã đi làm việc với các nhạc sĩ và nhà sản xuất người Anh Xenomania.
Vai diễn chính đầu tiên của cô là Megan Life Bites của Disney Channel. Năm 2010, cô được chọn vào vai Mohini "Mo" Banjaree trong Disney Channel Original Movie vào năm 2011 Lemonade Mouth, là vai diễn đầu tiên của cô trong một sản phẩm của Mỹ. Cùng năm đó, cô được chọn vào vai Maddy Shannon, trong loạt phim khoa học viễn tưởng Terra Nova được công chiếu vào tháng 9 năm 2011 trên Fox. Bộ truyện không có mùa thứ hai. Năm 2013, Scott xuất hiện trong video âm nhạc cho bài hát " Bão ", do bạn diễn Bridgit Mendler trong Lemonade Mouth. Vào tháng 8 năm 2014, cô độc lập phát hành EP Invisible Division đầu tay của mình. Scott được chọn vào vai Ryoko trong The Martian của Ridley Scott. Cô đã quay những cảnh của mình nhưng cuối cùng chúng đã bị xóa khỏi đoạn phim. Screen International đã chọn Scott là một trong những Stars of Tomorrow 2015. Vào tháng 10 năm 2015, cô đã được chọn vào vai chính, Kimberly Hart, siêu nhân hồng, trong Power Rangers (2017), bộ phim chuyển thể từ bộ phim truyền hình cùng tên. Bộ phim được phát hành vào ngày 24 tháng 3 năm 2017 và đã nhận được đề cử Giải thưởng Teen Choice đầu tiên của Scott. Năm 2019, Scott đóng vai công chúa Jasmine trong một phiên bản làm lại trực tiếp của Aladdin.
Vào tháng 7 năm 2018, người ta đã xác nhận rằng Scott sẽ đóng vai chính là một trong ba nhân vật chính 'Thiên thần' trong bộ phim tái khởi động năm 2019 mới của Elizabeth Banks của Charlie Angels.

## Đời sống riêng tư
Vào tháng 6 năm 2014, cô kết hôn với cầu thủ bóng đá của Thị trấn Ipswich Jordan Spence sau bốn năm hẹn hò và đám cưới tại nhà thờ của cha mẹ cô.

## Sự nghiệp diễn xuất

### Điện ảnh
| Năm  | Tựa phim                     | Thủ vai                       | Ghi chú                                                    |
| ---- | ---------------------------- | ----------------------------- | ---------------------------------------------------------- |
| 2015 | The 33                       | Escarlette Sepulveda          |                                                            |
| 2015 | Người về từ sao Hỏa          | Ryoko                         | cảnh phim của cô đã bị xóa, chỉ có trong phiên bản mở rộng |
| 2017 | Năm anh em siêu nhân         | Kimberly Hart/ Siêu nhân hồng |                                                            |
| 2019 | Aladdin                      | Công chúa Jasmine             |                                                            |
| 2019 | Những thiên thần của Charlie | Elena Houghlin                |                                                            |
| 2024 | Cười 2                       |                               |                                                            |

### Truyền hình
| Năm       | Tựa đề         | Vai                  | Ghi chú          |
| --------- | -------------- | -------------------- | ---------------- |
| 2008-2009 | Life Bites     | Megan                | vai chính        |
| 2011      | Lemonade Mouth | Mohini "Mo" Banjaree | phim truyền hình |
| 2011      | Terra Nova     | Maddy Shannon        | vai chính        |
| 2013      | By Any Means   | Vanessa Velasquez    | Tập 3            |
| 2015-2016 | Lewis          | Sahira Desai         | khách mời(mùa 9) |

## Danh sách đĩa hát

### Đĩa bản mở rộng
| Tựa                | Chi tiết                                                                                 |
| ------------------ | ---------------------------------------------------------------------------------------- |
| Invisible Division | - Ngày phát hành: 25 tháng 8 năm 2014 - Định dạng: Tải xuống kỹ thuật số - Nhãn: Độc lập |
| Promises           | - Ngày phát hành: 5 tháng 8 năm 2016 - Định dạng: Tải xuống kỹ thuật số - Nhãn: Độc lập  |

### Đĩa đơn
Nghệ sĩ chính 
| Năm  | Tựa                                  | Album              |
| ---- | ------------------------------------ | ------------------ |
| 2014 | "Motions"                            | Invisible Division |
| 2016 | "Lover's Lies"                       | Promises           |
| 2017 | "Vows"                               | Vows               |
| 2018 | "Irrelevant" (featuring Nick Brewer) | Vows               |
| 2018 | "So Low" / "Undercover"              | n/a                |

Vai phụ
| 2011               | "Breakthrough" (among Lemonade Mouth cast)           | 88 | 11 | 200 | Lemonade Mouth     |
| 2014               | "Fall From Here" (Nick Brewer featuring Naomi Scott) | —  | —  | —   | Four Miles Further |
| "—" không xếp hạng |                                                      |    |    |     |                    |

### Vai trò khác
| Năm  | Tựa                     | Những vai khác      | Album                                        |
| ---- | ----------------------- | ------------------- | -------------------------------------------- |
| 2011 | "She's So Gone"         | n/a                 | Lemonade Mouth                               |
| 2011 | "More Than a Band"      | Lemonade Mouth cast | Lemonade Mouth                               |
| 2011 | "Livin' on a High Wire" | Lemonade Mouth cast | Lemonade Mouth                               |
| 2019 | "Speechless (Part 1)"   | n/a                 | Aladdin (Original Motion Picture Soundtrack) |
| 2019 | "A Whole New World"     | Mena Massoud        | Aladdin (Original Motion Picture Soundtrack) |
| 2019 | "Speechless (Part 2)"   | n/a                 | Aladdin (Original Motion Picture Soundtrack) |
| 2019 | "Speechless (Full)"     | n/a                 | Aladdin (Original Motion Picture Soundtrack) |

### Video âm nhạc
| Năm         | Tựa              | Nghệ sĩ         | Đạo diễn        | Nguồn       |
| Ca sĩ chính | Ca sĩ chính      | Ca sĩ chính     | Ca sĩ chính     | Ca sĩ chính |
| ----------- | ---------------- | --------------- | --------------- | ----------- |
| 2014        | "Motions"        | Naomi Scott     | Peter Szewczyk  | [ 28 ]      |
| 2017        | "Lover's Lies"   | Naomi Scott     | Daniel Cummings | [ 29 ]      |
| 2017        | "Vows"           | Naomi Scott     | Naomi Scott     | [ 30 ]      |
| Ca sĩ phụ   |                  |                 |                 |             |
| 2014        | "Fall From Here" | Nick Brewer     | Matthew Walker  | [ 31 ]      |
| Khách mời   |                  |                 |                 |             |
| 2013        | "Hurricane"      | Bridgit Mendler | Robert Hales    | [ 32 ]      |

## Giải thưởng
| Năm  | Phim          | Giải               | Chi tiết                                            | Hạng mục | Nguồn |
| ---- | ------------- | ------------------ | --------------------------------------------------- | -------- | ----- |
| 2017 | Power Rangers | Teen Choice Awards | Diễn viên phim Khoa học - Viễn tưỡng được yêu thích | Đề cử    |       |